# Seemannsclub Duckdalben

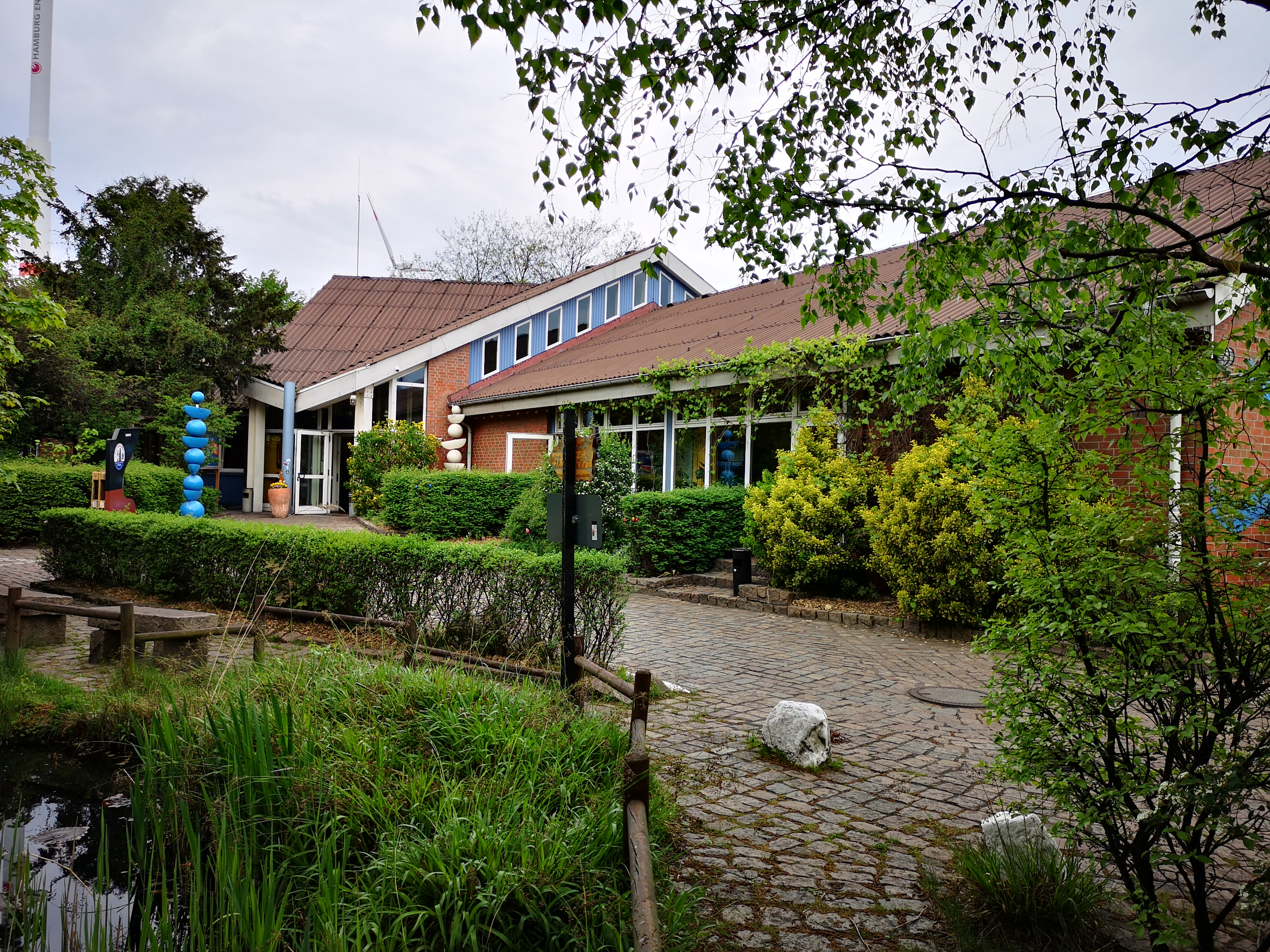
Seemannsclub Duckdalben Eingangsbereich

Duckdalben – international seamen’s club ist der Name des 1986 gegründeten Seemannsclubs in Hamburg-Waltershof der Deutschen Seemannsmission Hamburg-Harburg e.V. Er bietet den jährlich rund 35.000 Seeleuten aus mehr als 100 Ländern praktische Hilfe und Orientierung im Hafen, in dem die meisten Seeleute fern ihrer Heimat sind. Der Duckdalben ist nach den gleichnamigen Verankerungspfählen, den Dalben, benannt und wurde 2011 als der beste Seemannsklub der Welt ausgezeichnet.

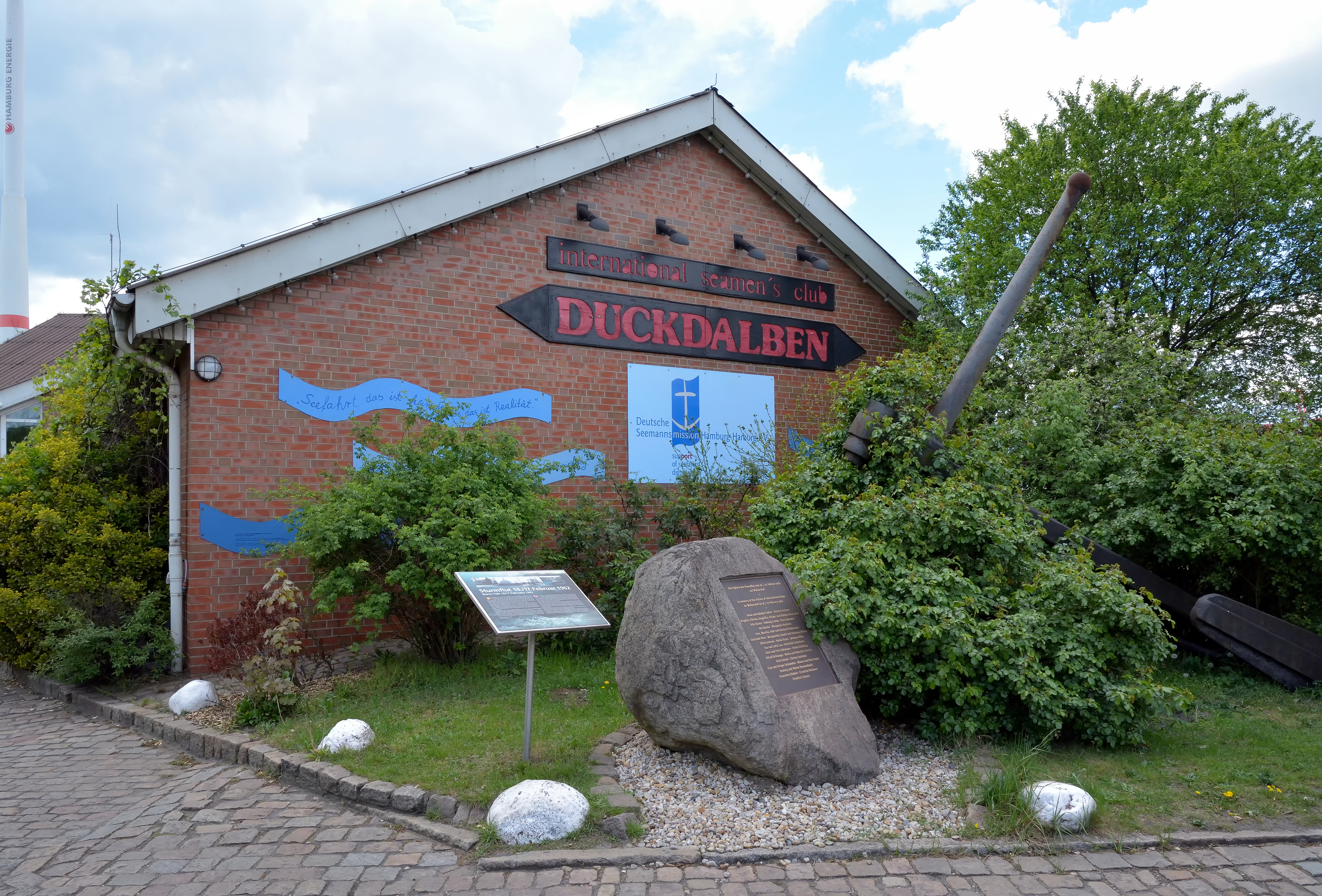
Seemannsklub Duckdalben im Hamburger Hafen (Waltershof) der Deutschen Seemannsmission Hamburg-Harburg e.V.

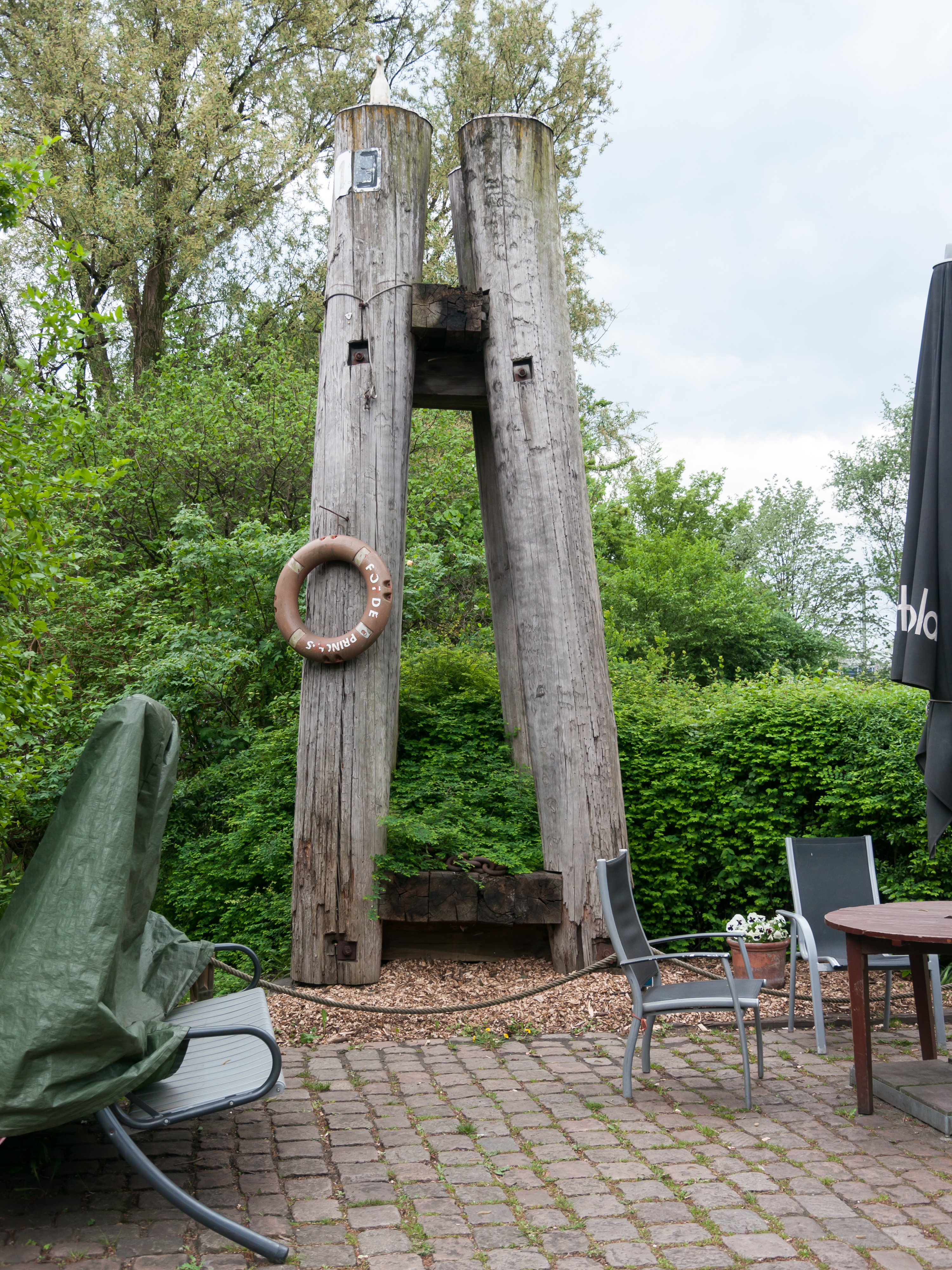
Die namensgebende Duckdalbe

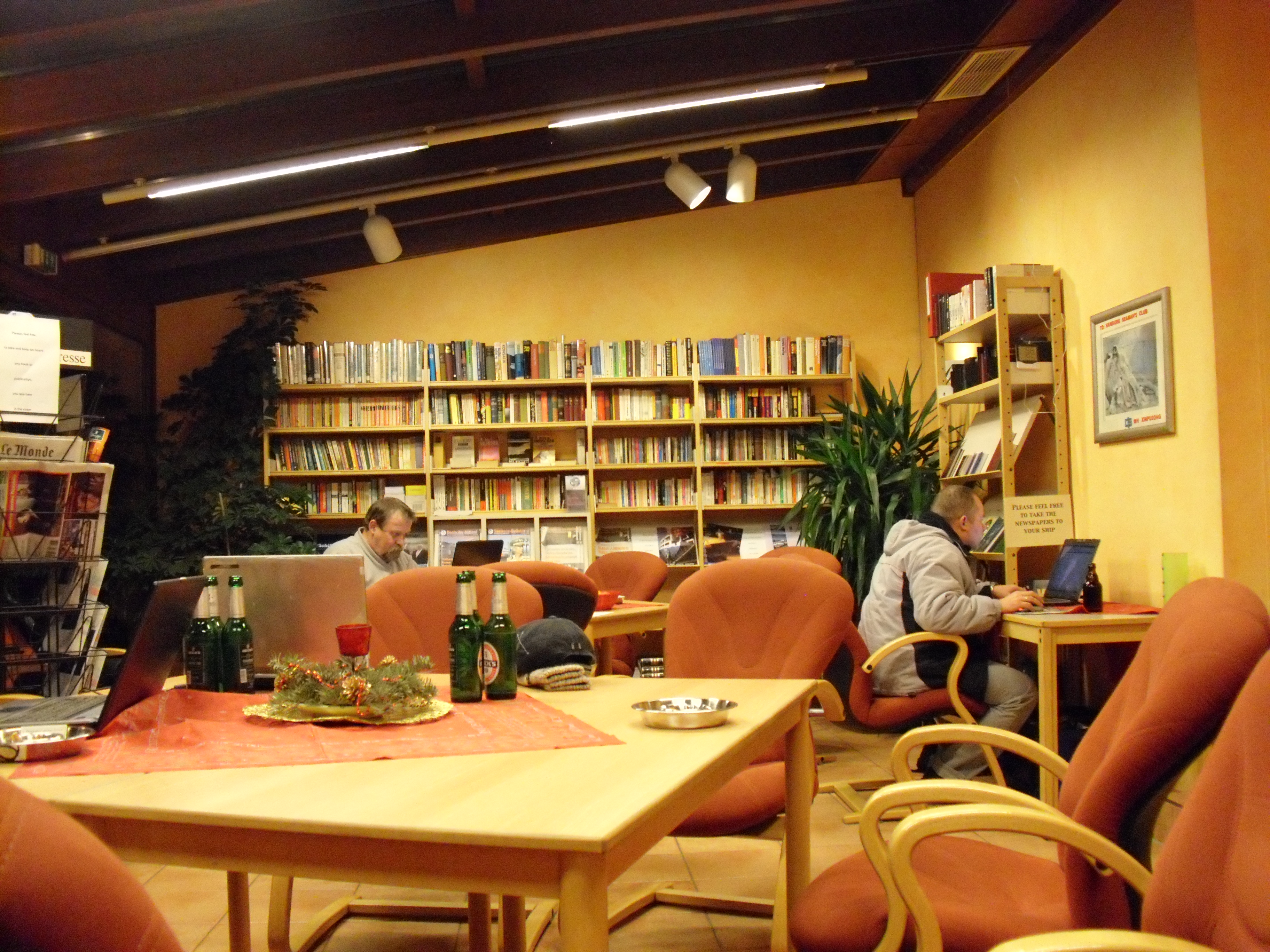
Hamburger Hafen, gemütliche Bibliothek im Seemannsklub Duckdalben der Deutschen Seemannsmission Hamburg-Harburg e.V.

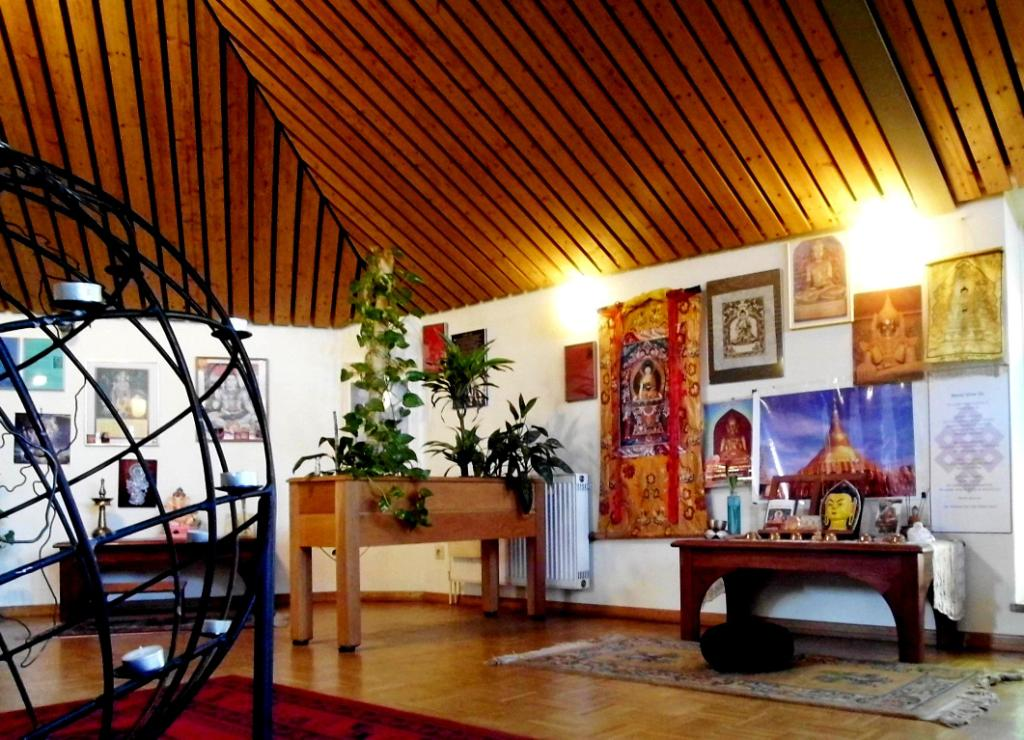
„Raum der Stille“, Andachtsraum für Seeleute unterschiedlicher Religionen

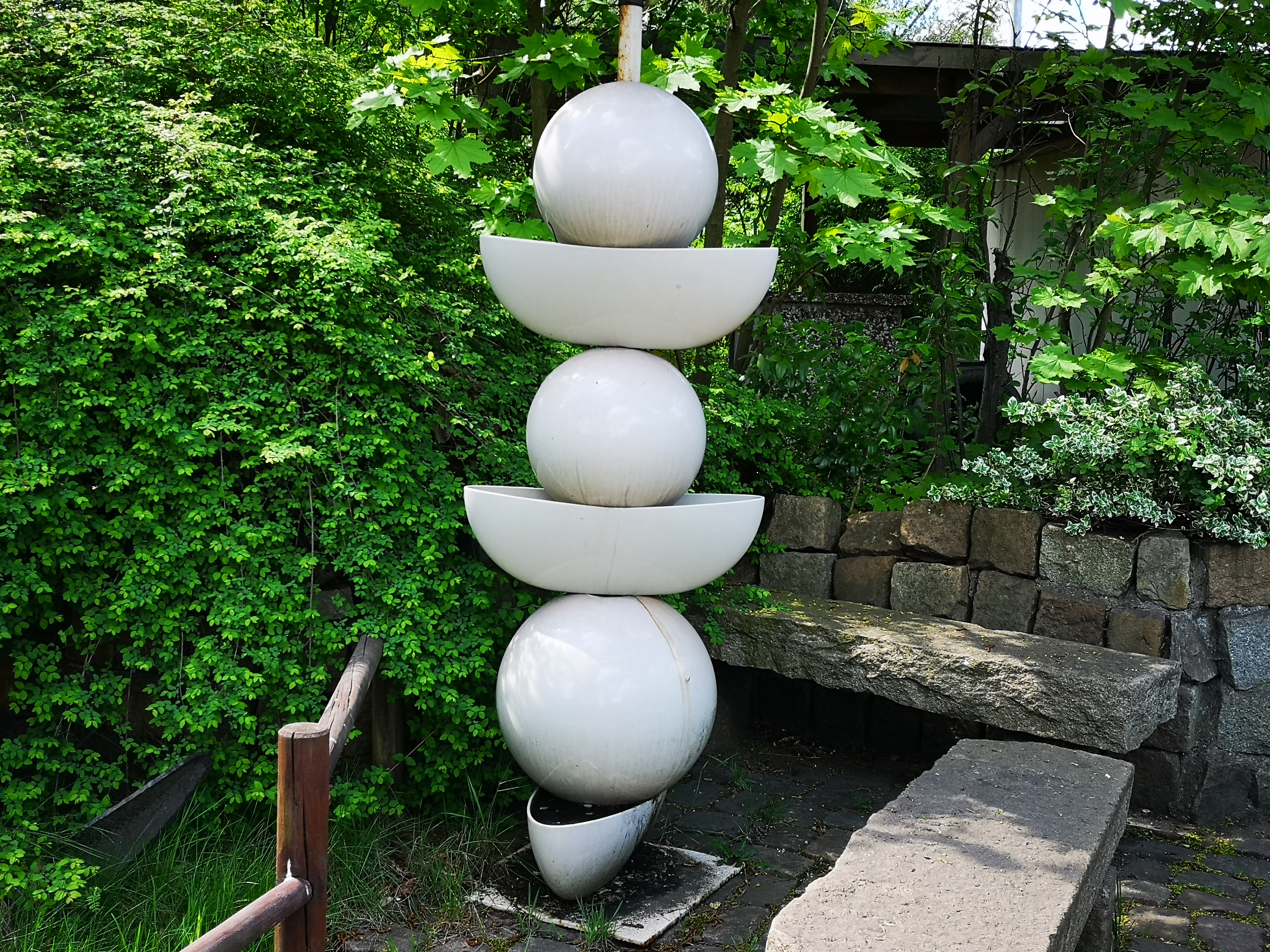
Oase

## Geschichte
Das erste Seemannsheim in Deutschland wurde 1854 in Bremen gegründet, die erste Seemannsmission im Inland entstand 1891 in Hamburg. Den Seemannsclub Duckdalben gibt es seit dem 13. August 1986 als Einrichtung der Seemannsmission Hamburg-Harburg e.V. im Freihafen (Waltershof) unterhalb der Köhlbrandbrücke an der Zellmannstraße.
Mit einer Baracke hatte es 1986 begonnen, sie gehörte ursprünglich der Bahnmeisterei, wurde danach als Bürobaracke vom Strom- und Hafenbau genutzt und danach im anwachsenden Containerhafen in Waltershof für die Gründung des Seemannsclubs ausgewählt. Die Baracke wurde verklinkert, sie war für 15 bis 20 Besucher konzipiert. Dass sie in dieser ersten Version viel zu klein war, zeigten die bis zu 120 Seeleute, die täglich diese Einrichtung besuchten. Abhilfe schaffte 1994 eine erhebliche Erweiterung mit Einbeziehung einer Regenwasser-Nutzungsanlage und eine solare Warmwasseranlage, die mit finanzieller Unterstützung des ITF ermöglicht wurde. Dabei entstand neben der großzügigen freundlichen Eingangshalle mit Telefonzellen zum ungestörten Telefonieren, ein Billardraum mit angrenzendem Mehrzweckraum, der als Tischtennis-, Veranstaltungsraum oder für Gottesdienste und andere Feiern genutzt wird. Im Obergeschoss wurde ein überkonfessioneller Raum der Stille eingerichtet. 1988 wurde das Personal erhöht und ein Erweiterungsbau notwendig, der 1995 in Betrieb genommen wurde.
2003 kam ein als Bibliothek genutzter Wintergarten mit Kamin dazu, der neben Büchern auch einige internationale Zeitungen bereithält. Mit dem 2015 fertiggestellten Anbau, der als Büro genutzt wird, wurde der international seamen´s club Duckdalben bereits zum dritten Mal baulich erweitert.

## Duckdalben
Im Obergeschoss des Haupthauses gibt es den „Raum der Stille“, in dem für Seeleute unterschiedlicher Religionen und Konfessionen Andachts- und Gebetsnischen eingerichtet wurden. Im Außenbereich gibt es mehrere ruhige Ecken mit viel Grün, da das den Seeleuten auf dem Wasser fehlt. Außerdem sind viele Mitbringsel der Seeleute ausgestellt und vermitteln eine angenehme Atmosphäre. In der hauseigenen Bibliothek stehen Bücher und Zeitschriften zur Verfügung. Im Clubraum können die Seeleute zu moderaten Preisen essen und trinken. Darüber hinaus können sie zu besonders günstigen Konditionen mit ihren Angehörigen telefonieren sowie einfache Erledigungen wie Geldüberweisungen, -wechsel und Post durchführen. Es existiert ein kleiner Shop und es werden touristische Informationen zur Hansestadt gegeben. Ganzjährig steht den Seeleuten Kleidung aus der hauseigenen Kleiderkammer zur Verfügung. Lieferant der Kleidungsspenden ist größtenteils die Hamburger Hilfsorganisation Hanseatic Help.
Für die Freizeitgestaltung stehen Billardtische, Tischtennisplatten, Tischfußballgeräte und Dart bereit. Für sportliche Aktivitäten – was an Bord von Schiffen im Allgemeinen nur sehr eingeschränkt möglich ist – gibt es ein Kleinsportfeld. Sehr beliebt ist auch der Karaoke-Raum der auch als Fernsehraum genutzt werden kann. Von See aus bestellte Waren des persönlichen Bedarfs werden von den Helfern ebenfalls besorgt. Im gesamten Haus gibt es kostenloses WLAN.
Neben den haupt- und ehrenamtlichen Mitarbeitern arbeiten hier Berufspraktikanten, die ein Freiwilliges Soziales Jahr leisten zur Betreuung der Seeleute. Da die Liegeplätze der Schiffe im Hafen oft weit vom Seemannsclub entfernt sind, können sich die Seeleute von den Mitarbeitern vom Schiff abholen und zurückbringen lassen.
Dazu fahren die Duckdalben-Busse im Hafen rund 250.000 km pro Jahr. Insgesamt besuchten den Seemannsclub seit 1986 mehr als 1.000.000 Gäste.

## Organisation und Finanzierung
Der Seemannsclub wird seit September 2024 von Eliane Lafendt geleitet. Die Betreuung der Seeleute erfolgt von hauptamtlichen und ehrenamtlichen Mitarbeitern und  jungen Menschen im Bundesfreiwilligendienst.
In Deutschland werden die Missionen als gemeinnützige Vereine gegründet und geführt, die zunehmend unter Finanznot arbeitenden Landeskirchen stehen aber in der Verantwortung und helfen bei finanziellen Problemen. Die Finanzierung des Duckdalben erfolgt unter anderen durch Zuschüsse der evangelischen Nordkirche, der Hamburg Port Authority, des ITF Seafarers Trust sowie durch Spenden einiger Reeder und vieler privater Unterstützer und durch den Verkaufserlös im Shop. Die Seemannsmissionen im Ausland werden durch Einnahmen der Seemannsheime und Spenden unterhalten und von der Evangelischen Kirche in Deutschland (EKD) finanziert.

## Bordbetreuung
Aufgrund der kurzen Hafenliegezeiten können viele Seeleute nicht von Bord, darum erfolgt häufig ein Bordbesuch. Sehr wichtig für die Seeleute sind Telefon-, Auflade- und Simkarten und Zeitschriften aus deren Heimatländern. Weitere Schwerpunkte der Arbeit der Bordbetreuung sind u. a. Begleitung und Versorgung der Seeleute in Krankenhäusern, Seelsorge durch Diakone und den Seemannspastor und Vermittlung bei arbeitsrechtlichen Problemen. Weiterhin organisiert die Bordbetreuung die Psycho-Soziale-Notfall-Versorgung (PSNV)/ Krisenintervention für die Seeleute im Hamburger Hafen und Arbeitet mit dem Hafen und Flughafen Ärztlichen Dienst zusammen. Die Bordbetreuung wird von Seemannsdiakon Jörn Hille geleitet.

## Seafarers Lounge
Speziell zur Unterstützung und Versorgung von Crewmitgliedern der Kreuzfahrtschiffe wurden die Seafarers Lounges gegründet. Die Seafarers Lounge hat in Hamburg drei Standorte, in den Cruise-Centern in Altona, der HafenCity und Steinwerder. Hier können die Seeleute kostenlos mit ihren Familien Kontakt aufnehmen und einkaufen. Weiterhin können sie Geld für ihre Familien überweisen und ausländische Währung umtauschen. Die Lounges befinden sich im Sicherheitsbereich der Cruise-Center, so dass die Crewmitglieder keinen „Landgang“ machen, sondern die Lounges schnell und unbürokratisch aufsuchen können. Gegründet wurden sie von der DSM Altona und der DSM Hamburg-Harburg. Sie arbeiten, oft in Personalunion, sehr eng mit den Seemannsmissionen und der Bordbetreuung im Hamburger Hafen zusammen.

## Auszeichnungen
Am 3. Dezember 2010 wurde der Hamburger Seemannsclub Duckdalben im Wettbewerb des Internationalen Komitees für die Wohlfahrt der Seeleute (ICSW) unter die fünf besten Clubs der Welt gewählt.
Der Seemannsclub erhielt im Jahr 2011 die Auszeichnung als „Seafarers Center of the year“ des „International Committee on Seafarers Welfare“(ICSW). Diese Entscheidung wurde in Genf am Sitz der Internationalen Arbeitsorganisation verkündet. Das ICSW ist ein Zusammenschluss der internationalen maritimen Organisationen wie z. B. der Internationalen Transportarbeiter Föderation (ITF), der Internationalen Arbeitsorganisation (ILO), dem Internationalen Schifffahrtsverband (ISF), der International Maritime Organization (IMO) und der Internationalen Christlichen Maritimen Vereinigung (ICMA). Über die Entscheidung wurde in verschiedenen überregionalen Tageszeitungen berichtet.
2016 erhielt der Seemannsclub Duckdalben den zum ersten Mal den von ISWAN, dem internationalen Netzwerks für Seeleute, verliehenen Sonderpreis „Judges Special Award“. In der Begründung sagte die Jury: „Zum ersten Mal seit Beginn der Internationalen Seafarers’ Welfare Awards haben die Richter entschieden, eine wirklich außergewöhnliche Organisation mit einem Sonderpreis für besondere Verdienste um das Wohl der Seeleute zu ehren. Seit 30 Jahren entwickelt der Internationale Seemannsclub DUCKDALBEN seine Dienste für Seeleute mit hochqualifizierten und engagierten Mitarbeitern“. Die Preisverleihung erfolgte am 24. Juni 2016 im Rahmen einer Feier der International Maritime Organization (IMO) in Manila.
1996 erhielt Jan Oltmanns die höchste Auszeichnung der Hamburger Bürgervereine, den Portugaleser in Silber für Verdienste um das Wohl Hamburger Bürger, 2012 wurde er mit dem Verdienstkreuz am Bande der Bundesrepublik Deutschland geehrt. 2016 wurde auch Anke Wibel mit dem Portugaleser geehrt.

## Weitere Bilder
- Bildreportage von Rolf Schulten, abgerufen am 14. April 2013
- Weitere Bilder zum Thema Duckdalben, Waltershof